# Placówka Straży Celnej „Opalenie”

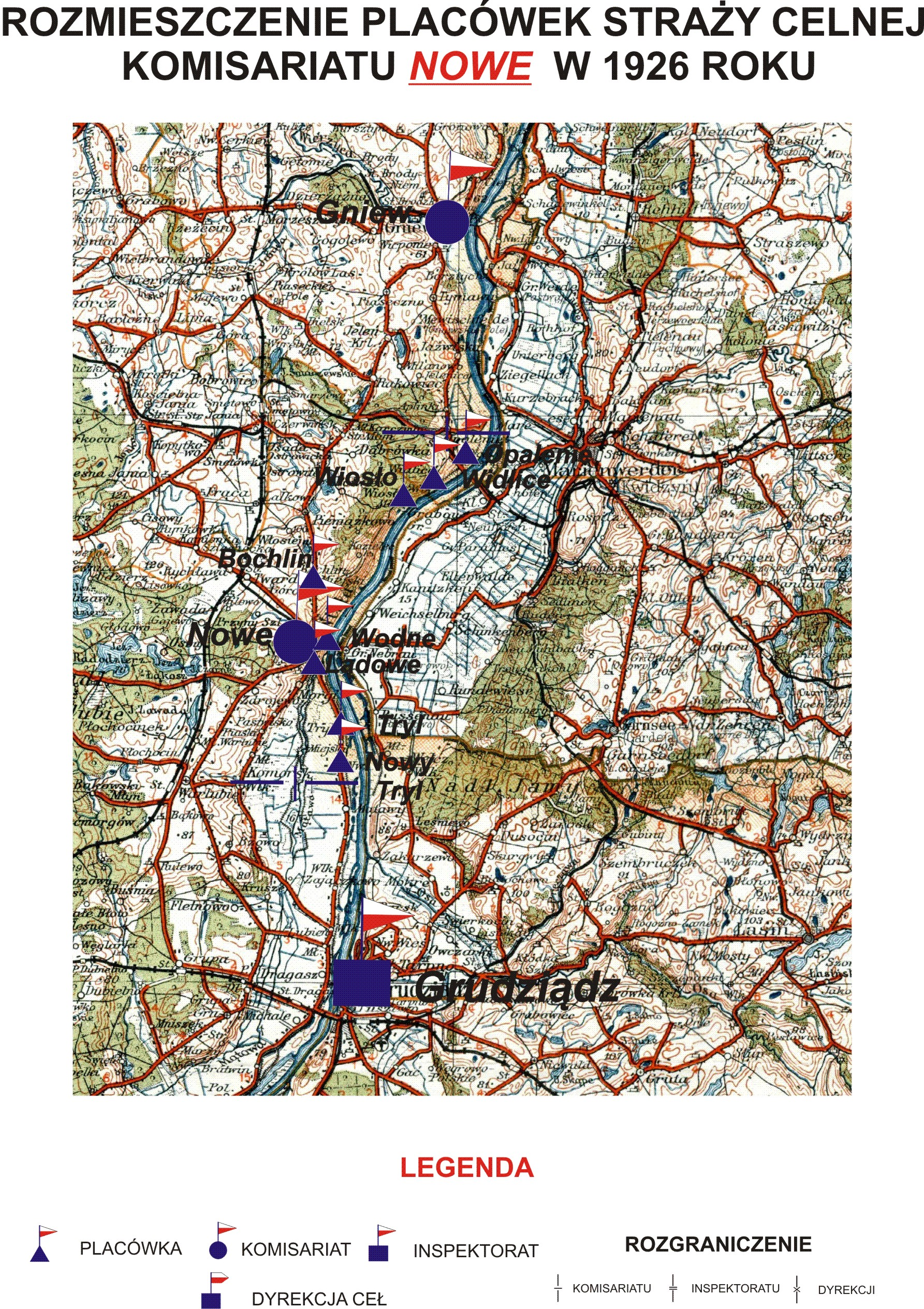
Rozmieszczenie placówek SC komisariatu "Nowe" w 1926 r.

Placówka Straży Celnej „Opalenie” – jednostka organizacyjna Straży Celnej pełniąca w okresie międzywojennym służbę ochronną na granicy polsko-niemieckiej.

## Formowanie i zmiany organizacyjne
Na wniosek Ministerstwa Skarbu, uchwałą z 10 marca 1920 roku, powołano do życia Straż Celną. Od połowy 1921 roku jednostki Straży Celnej rozpoczęły przejmowanie odcinków granicy od pododdziałów Batalionów Celnych. W 1922 roku w Pieniążkowie stacjonował sztab 4 kompanii 16 batalionu celnego. Kompania wystawiała między innymi placówkę w Opaleniu. Proces tworzenia Straży Celnej trwał do końca 1922 roku. Placówka Straży Celnej „Opalenie” weszła w podporządkowanie komisariatu Straży Celnej „Nowe” z Inspektoratu SC „Grudziądz”.
W drugiej połowie 1927 roku przystąpiono do gruntownej reorganizacji Straży Celnej. W praktyce skutkowało to rozwiązaniem tej formacji granicznej. Ochronę północnej, zachodniej i południowej granicy państwa przejęła powołana z dniem 2 kwietnia 1928 roku Straż Graniczna.
Rozkazem nr 2 z 19 kwietnia 1928 roku w sprawie organizacji Pomorskiego Inspektoratu Okręgowego dowódca Straży Granicznej gen. bryg. Stefan Pasławski określił strukturę organizacyjną komisariatu SG „Rakowiec”. Placówka Straży Granicznej I linii „Opalenie” znalazła się w jego strukturze.

## Służba graniczna
Sąsiednie placówki
- placówka Straży Celnej „Widlice” ⇔ placówka Straży Celnej „Korzeniewo” – 1926[9]

## Funkcjonariusze placówki
Kierownicy placówki
| stopień          | imię i nazwisko, numer | okres pełnienia służby | kolejne stanowisko |
| ---------------- | ---------------------- | ---------------------- | ------------------ |
| starszy strażnik | Teodor Knopp (116)     | był w 1926             |                    |

Obsada personalna placówki w 1926:
- starszy strażnik Teodor Knopp (116)
- strażnik Piotr Podejma (2639)
- strażnik Józef Przybylak (2653)
- strażnik Walenty Zakrzewski (2800)
- strażnik Stefan Laskowski (3282)